# Alain Lestié
Alain Lestié, né le 6 août 1944 à Hossegor et mort le 25 janvier 2024 à Cannes, est un peintre et essayiste français.

## Biographie
Alain Lestié commence à peindre au début des années 1960, mais se tient en marge des courants dominants ; il n’a de cesse de creuser une approche réfléchie, construite et poétique. 
Artiste aquitain, Alain Lestié est actifdepuis le milieu des années 1960. Sa peinture paraît plutôt figurative mais questionnant la fin prévisible la peinture. Depuis le milieu des années 1990, Alain Lestié pratique le dessin, dans la lignée de son œuvre  « d'après peinture ». Dans la suite, c’est par le dessin qu’il interroge l’image, créant des mises en scène variées de façon modulaire , s’ouvrant vers le multisignifiant.

## Expositions et représentation dans les collections publiques
Il a exposé au centre Pompidou et a fait partie de la représentation française aux biennales de Venise, d'Alexandrie et d'Ostende.
De nombreuses galeries exposent son travail : Peter Finlay et John Lefebre à New York, les galeries de France et Joncour à Paris, Birch à Copenhague, Lucienne Tragin à Bruxelles, galerie Sollertis à Toulouse, les galeries Mollat, Decimus Magnus Art, Le Troisième Œil à Bordeaux et la galerie Athanor à Marseille.
Il est représenté par les galeries Depardieu, Matarasso et Quadrige à Nice et par la galerie Guyenne Art Gascogne à Bordeaux.

### Expositions récentes
- 2023
  - Quant aux livres…, Librairie Galerie Laure Matarasso, Nice
- 2022
  - Moments épars, Galerie Topic, Saint-Raphaël
  - Stances détachées, Galerie Depardieu, Nice
- 2021
  - De temps à autre, Galerie GaG, Bordeaux
  - 3 fois la mesure (B.Maire), Galerie Meessen De Clercq, Bruxelles
- 2019
  - Par moments, Galerie Depardieu, Nice
  - Autour de Saint-Augustin, Galerie Qvadrige, Nice
- 2017
  - A parte, Galerie Depardieu, Nice
  - Le cercle des sources, Antibes (exposition privée)
  - Le Musée se met au vert, paysages en représentation(s), musée de Bordeaux
- 2016
  - Autour de livres, Galerie Qvadrige, Nice
  - A contrario, Galerie Depardieu, Nice
  - Dessins, Galerie Guyenne Art Gascogne, Bordeaux
  - Jardin Public, Galerie, Saint-Tropez
  - Un séjour en Aquitaine, Galerie Guyenne Art Gascogne, Bordeaux
  - Biennale de l'UMAM, Menton
- 2015
  - Contretemps, Galerie Depardieu, Nice
- 2014
  - Fondation Maeght : Ceci n'est pas un musée, Saint-Paul-de-Vence
  - Galerie Depardieu : Exposition inaugurale, Nice
- 2013
  - Post pictura, Centre d'art Le Parvis 3, Pau
  - Pour suite, Galerie Depardieu, Nice
  - Somme toute, autour du livre L'art au carré : Alain Lestié, textes d'Alain Freixe et Raphaël Monticelli, éditions La Diane française, Galerie Qvadrige, Nice
- 2012
  - L'Iliade, derniers chants, Galerie Qvadrige, Nice
  - L’archi-politique de Gérard Granel, Cerisy-la-Salle
  - Faites-moi la cour, Espace Verdet, Saint-Paul-de-Vence
  - Hors les murs #5, Galerie Depardieu, Nice
  - 20 ans et +, Galerie Qvadrige, Nice
- 2011
  - Dessins autour du livre d'Alain Freixe L’homme-qui-cherchait-à-voir publié par les éditions La Diane française, Galerie Qvadrige, Nice
- 2009
  - Face à face, Galerie Depardieu, Nice
- 2008
  - À demi-mots, centre d'art contemporain Le Parvis, Pau
  - Mot à mot, Librairie Ombres Blanches, Toulouse
  - À mots couverts, Galerie Depardieu, Nice
- 2007
  - De temps en temps, Château Lescombes, Eysines
- 2006
  - Contrastes, Orignal Gallery, Monaco
  - Galerie Meyer Le Bihan, Paris
- 2005
  - Séquence en noirs, galerie du musée des beaux-arts, Bordeaux
  - Galerie Mollat, Bordeaux
  - Centre d'art contemporain Raymond Farbos, Mont-de-Marsan
  - Les géants de l’angoisse (avec Barbara & Michael Leisgen, Winston Link, Robert Mapplethorpe, etc.), Bayonne Art Contemporain
- 2003
  - Nos années 70, galerie du Triangle, école des beaux-arts, Bordeaux
  - Perdu au loin, galerie Decimus Magnus Art, Bordeaux
- 2001
  - Galerie Ombres Blanches, Toulouse
  - Période noire, Domaine Lescombes, Eysines
  - Galerie Bleue, Riscle
  - Motifs pour poèmes pour Poèmes en pensées de Michel Deguy, galerie Mollat, Bordeaux
  - Période noire, Centre d'Art Le Parvis, Tarbes
  - Decimus Magnus Art, Bordeaux

### Œuvres dans les collections publiques
- Musées royaux de Belgique, Simule-nimbus, acrylique sur toile
- Bordeaux :
  - Musée des beaux-arts : 
    - Encore, après (sans date), crayon sur papier[4]
    - Dernier souffle (sans date), crayon sur papier[5]
    - Transition (sans date), crayon sur papier[6]
    - Maternité 1973 (1973), acrylique sur toile[7]
    - Mouvement perpétuel (sans date), crayon sur papier[8]
    - King (sans date), huile sur toile[9]

  - CAPC, musée d'art contemporain, Le Territoire de l'aménagement (1973), peinture acrylique sur toile[10]
- Toulouse[11] :
  - Les Abattoirs :
    - [sans titre] (vers 1979), dessin
    - [sans titre] (vers 1978), dessin

  - Mairie de Toulouse :
    - Figure d'oubli (sans date), acrylique sur toile
- Cannes, musée de la Castre, Ex voto, acrylique sur toile
- Nouvelle-Aquitaine, Fonds régional d'art contemporain :
  - L'état de la question, acrylique sur toile
  - Lettre d'amour, acrylique sur toile

## Publications (livres illustrés, éditions)
- Raphaël Monticelli, Les Embrassées, Éditions Manière noire, 2016
- Michel Deguy, N’était le cœur, Éditions Galilée, Paris, 2011
- François Laur, Desseins aux lèvres, Éditions Rafael de Surtis, 2011
- Alain Freixe, L’homme-qui-cherchait-à-voir, Édition La Diane française, 2011
- Alain Freixe, Départ, citation, les Cahiers du Museur, 2010
- François Laur, La treizième revient avec œuvres graphiques d’Alain Lestié, Éditions Rafael de Surtis, 2008
- François Laur, Madrague du presque rien avec œuvres graphiques d’Alain Lestié, Éditions Rafael de Surtis, 2007
- Michel Deguy/Alain Lestié, L’Affiche de poésie n° 37, Éditions le bleu du ciel, 2004
- Granel, L’Éclat, le combat, l’ouvert, Jean-Luc Nancy, Élisabeth Rigal (collectif), 4 illustrations par Alain Lestié, Éditions Belin
- Michel Deguy, Poèmes en pensées avec Motifs pour poèmes par Alain Lestié, Éditions le bleu du ciel, 2002

#### Ouvrages monographiques
- Alain Freixe, Raphaël Monticelli : L’Art au Carré : Lestié, Éditions La Diane française
- Christian Depardieu : Face à face, Éditions Performarts
- Françoise Garcia, Patrick Lacoste, Jean-Didier Vincent : Alain Lestié : Séquence en noirs, Éditions Mollat
- Françoise Garcia : Alain Lestié, William Blake & C
- Marc Bélit : Période noire, Le Parvis, centre d’art contemporain
- Peter Findlay : Lestié, New York
- Didier Arnaudet : Alain Lestié, Editions Castor Astral-CRLA
- Jean-Pierre Moussaron : Alain Lestié, Éditions de la Presqu'île
- Patrick Lamarque : Lestié, éditions les Amis des monuments historiques de Cadillac
- Bjarne Paulson : Alain Lestié, galerie Birch, Copenhague
- Jean-Marie Pontevia : Travaux d'après peinture, Éditions T.E.R.
- Jean-Didier Vincent : Lestié, Centre Georges-Pompidou, Paris
- Dora Vallier : Alain Lestié, Lefebre Gallery, New York
- Jean-Jacques Lévêque : Lestié, galerie Birch, Copenhague
- Dora Vallier : Alain lestié, galerie de France, Paris

#### Catalogues d'exposition
- Galerie Guyenne Art Gascogne, Un séjour en Aquitaine (Françoise Garcia), Bordeaux, 2016
- Château Lescombes, De temps en temps (texte de P. Brana), Eysines, 2007
- Le Parvis, centre d’art contemporain, Période noire (texte de Marc Bélit), Ibos, 2001-02
- Peter Findlay Gallery, textes de Peter Findlay et Dora Vallier, New York, 1998
- Domaine Lescombes, Un parcours (textes de Françoise Garcia et Pierre Brana), Eysines, 1995
- Château Génicart, texte de C.G. Réthoré, Lormont, 1993
- Bibliothèque municipale : Eaux territoriales (texte de Françoise Garcia, préface de Jean-Pierre Dufau), Capbreton, 1993
- Le Parvis, textes de Didier Arnaudet et Marc Bélit, Tarbes-Pau, 1993
- Musée de la Castre, textes de François Nedellec, dialogue Alain Lestié/Guy Champailler, Cannes, 1990
- CDC de l’Ariège, textes de Monique Amade et Jean-Marie Touratier, Foix, 1989
- Musée des beaux-arts de Pau, textes de Didier Arnaudet, Françoise Garcia, Elisabeth Rigal, 1984
- Galerie Birch, texte de Bjarne Paulson, Copenhague, 1983
- Musée de La Roche-sur-Yon, textes de Didier Arnaudet, Françoise Garcia, Jean-Marie Pontevia, 1983
- Galerie Joncour, Insistances (textes de Jean-Marie Pontevia), Paris, 1981
- Centre Le Parvis, Insistances (texte de Jean-Marie Pontevia), Ibos, 1979
- CAPC Bordeaux, Notes d’Alain Lestié, 1976
- Galerie de France, Paris, 1976
- Galerie Birch, texte de Jean-Jacques Lévêque, Copenhague, 1974
- Galerie J. Lefebre, texte de  Dora Vallier, New York, 1973
- Galerie de France, texte de Dora Vallier, Paris, 1973
- Galerie Zeller, texte de Pierre Feille, Tarbes, 1966